# Сопротивление (фильм, 2011)
«Сопротивление» — фильм режиссёра Амита Купта, снятый по рассказу Оуэна Ширса. Фильм вышел на экраны 25 ноября 2011 года. В главных ролях Андреа Райзборо, Том Влашиха и Майкл Шин.

## Сюжет
1944 год. Высадка в Нормандии потерпела неудачу, и немцы вторглись в Британию, захватив её. Женщины из изолированной деревушки в Уэльсе решают выяснить, куда пропали все их мужчины. В условиях суровой зимы им предстоит действовать вместе, чтобы выжить и спастись от немецких карателей.

## В ролях
- Андреа Райзборо — Сара
- Том Влашиха — Альбрехт
- Майкл Шин — Томми Аткинс
- Клеманс Поэзи — Хлоя
- Кимберли Никсон — Бесан
- Иван Реон — Георг
- Станислав Яневский  — Бернард
- Анатоль Таубман  — Себальд
- Джасса Ахлувалиа — Русский партизан